# 敷島産業 (岐阜県)
敷島産業（しきしまさんぎょう、英語: Shikishima industry Co.,Ltd.）は、主に麩を製造する食品会社である。本社は岐阜県本巣市。

## 概要
- 所在地:岐阜県本巣市見延1399-2

## 沿革
- 1947年（昭和22年）3月1日 - 創立[1]
- 1952年（昭和27年）1月23日 - 設立[1]

## 主な製品
麩菓子の「ふーちゃん」が最も身近な商品だが、30種類を超える「焼き麩」や、お汁の具などの商品を販売している。
- ふーちゃん シリーズ(58g/135g/4本入/10本入)
- 二度がけふ菓子
- 厚釜焼き 京花ふ